# 太平隧道
太平隧道是穗深城际铁路的其中一座隧道，位于中华人民共和国广东省东莞市东莞港站至长安西站地下区间，全长14490米。

## 历史
- 2018年1月17日，太平隧道全线贯通[2]。
- 2019年12月15日，太平隧道随穗深城际铁路的开通而启用[3]。